# Sustinente
Sustinente ist eine norditalienische Gemeinde (comune) mit 2034 Einwohnern (Stand 31. Dezember 2023) in der Provinz Mantua in der Lombardei. Die Gemeinde liegt etwa 19,5 Kilometer südöstlich von Mantua am Po im Parco regionale del Mincio und grenzt unmittelbar an die Provinz Verona (Venetien) nahe dem Zusammenfluss des Po mit dem Mincio.

## Verkehr
Durch die Gemeinde führt die Strada Statale 482 Alto Polesana von Mantua nach Badia Polesine.

## Persönlichkeiten
- Roberto Mozzini (* 1951), Fußballspieler